# Caverna de El Pendo

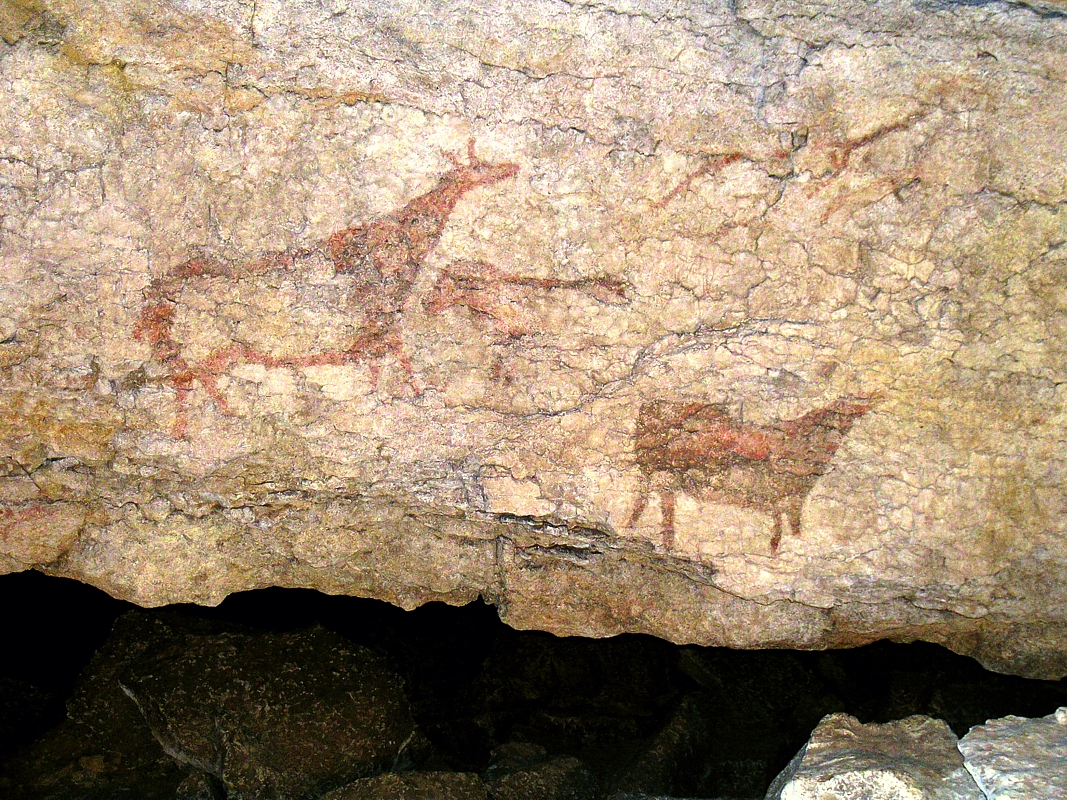

Caverna de El Pendo é uma caverna pré-histórica localizada na comunidade autônoma da Cantábria, Espanha. Ela está incluído na lista de Patrimônio Mundial da UNESCO desde julho de 2008. Faz parte do grupo chamado Caverna de Altamira e arte rupestre paleolítica do norte da Espanha. Tem sido objeto de numerosas escavações.